# Kesaia Boletakanakandavu
Kesaia Boletakanakandavu (* 15. Juni 2004) ist eine Leichtathletin aus Fidschi, die sich auf den Sprint spezialisiert hat.

## Sportliche Laufbahn
Erste Erfahrungen bei internationalen Meisterschaften sammelte Kesaia Boletakanakandavu im Jahr 2023, als sie dank einer Wildcard im 100-Meter-Lauf bei den Weltmeisterschaften in Budapest startete und dort mit 12,36 s in der ersten Runde ausschied.

## Persönliche Bestleistungen
- 100 Meter: 12,46 s (−1,0 m/s), 20. August 2023 in Budapest